# 王之相 (法学家)
王之相（1891年—1986年1月16日），字叔梅，男，辽宁绥中人，中华民国及中华人民共和国法学家，九三学社中央委员会委员，第一届政协全体会议代表，第二至六届全国政协委员。

## 生平
宣统元年六月从北洋中学堂俄文班毕业。1948年任华北法学院俄语系教授。